# Leichtathletik-Europameisterschaften 1962/400 m der Männer

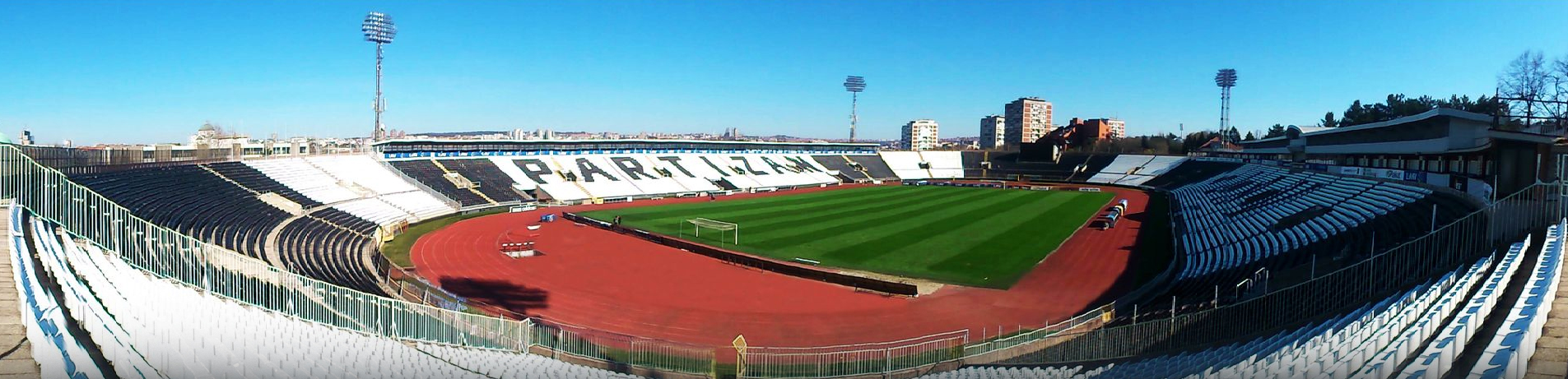
Panoramablick auf das Partizan-Stadion 2014 – 52 Jahre
nach den dortigen Europameisterschaften

Der 400-Meter-Lauf der Männer bei den Leichtathletik-Europameisterschaften 1962 wurde vom 12. bis 14. September 1962 im Belgrader Partizan-Stadion ausgetragen.
Mit Silber und Bronze gab es in diesem Wettbewerb zwei Medaillen für die deutschen Läufer. Europameister wurde der Brite Robbie Brightwell. Er gewann vor Manfred Kinder. Bronze ging an Hans-Joachim Reske.

## Rekorde

### Bestehende Rekorde
| Weltrekord           | 44,9 s | Otis Davis    | OS Rom, Italien        | 6. September 1960 |
| Weltrekord           | 44,9 s | Carl Kaufmann | OS Rom, Italien        | 6. September 1960 |
| Europarekord         | 44,9 s | Carl Kaufmann | OS Rom, Italien        | 6. September 1960 |
| Meisterschaftsrekord | 46,3 s | John Wrighton | EM Stockholm, Schweden | 20. August 1958   |

### Rekordverbesserungen
Der bestehende EM-Rekord wurde bei diesen Europameisterschaften zweimal verbessert:
- 46,1 s – Hans-Joachim Reske (Deutschland), zweites Halbfinale am 13. September
- 45,9 s – Robbie Brightwell (Großbritannien), Finale am 14. September

## Vorrunde
12. September 1962
Die Vorrunde wurde in sechs Läufen durchgeführt. Die ersten drei Athleten pro Lauf – hellblau unterlegt – qualifizierten sich für das Halbfinale.

### Vorlauf 1
| Platz | Name              | Nation           | Zeit (s) |
| ----- | ----------------- | ---------------- | -------- |
| 1     | Josef Trousil     | Tschechoslowakei | 48,3     |
| 2     | Vittorio Barberis | Italien          | 48,4     |
| 3     | Jerzy Kowalski    | Polen            | 49,8     |
| 4     | Rudi Matt         | Liechtenstein    | 50,5     |

### Vorlauf 2

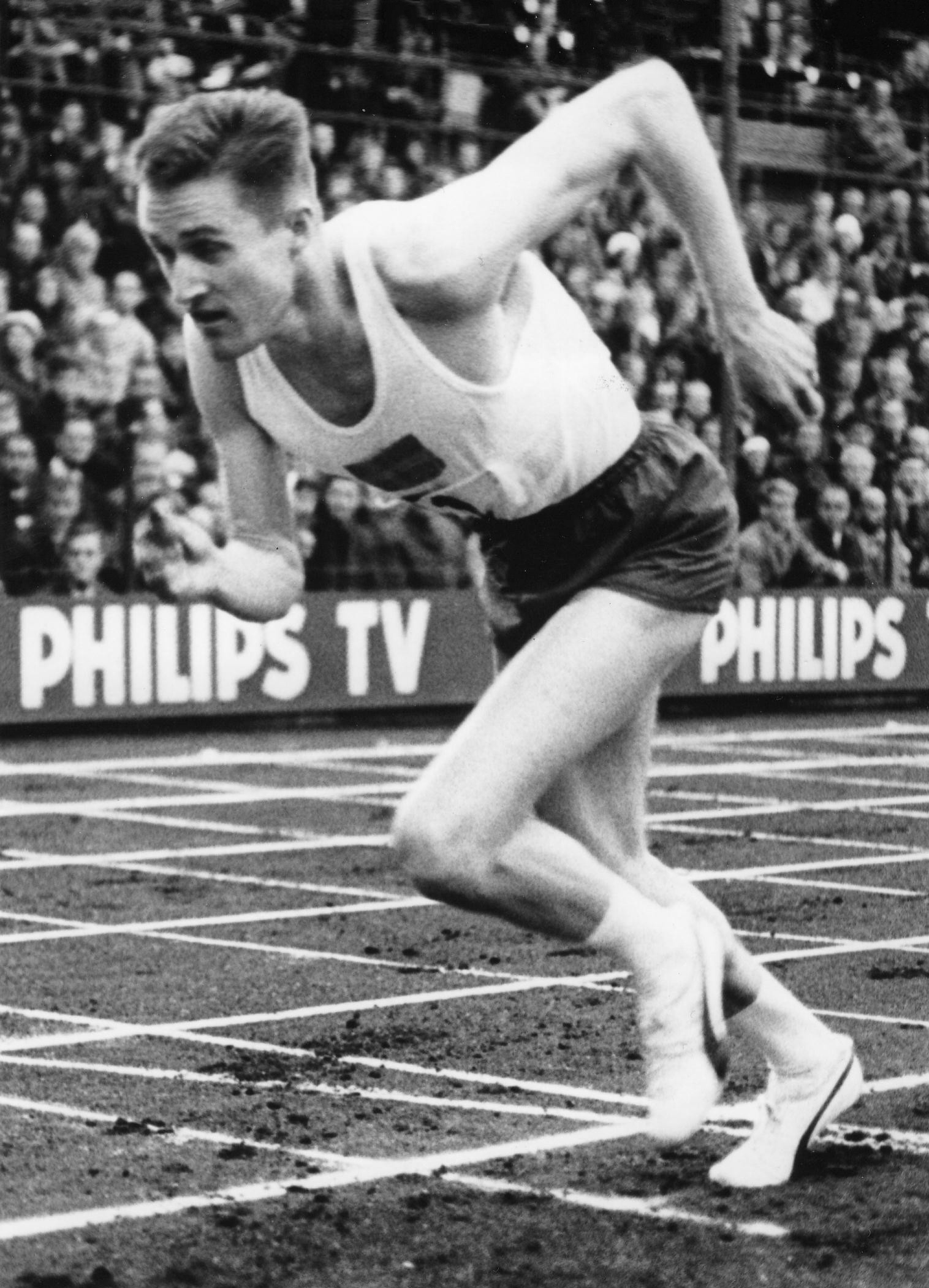
Bengt-Göran Fernström verpasste das Halbfinale im zweiten Vorlauf um einen Platz

| Platz | Name                  | Nation      | Zeit (s) |
| ----- | --------------------- | ----------- | -------- |
| 1     | Wadym Archyptschuk    | Sowjetunion | 47,4     |
| 2     | Jacques Pennewaert    | Belgien     | 47,4     |
| 3     | Sergio Bello          | Italien     | 47,6     |
| 4     | Bengt-Göran Fernström | Schweden    | 47,7     |

### Vorlauf 3
| Platz | Name             | Nation         | Zeit (s) |
| ----- | ---------------- | -------------- | -------- |
| 1     | Manfred Kinder   | Deutschland    | 47,1     |
| 2     | Barry Jackson    | Großbritannien | 47,7     |
| 3     | Wiktor Bytschkow | Sowjetunion    | 48,2     |
| 4     | Vasilios Syllis  | Griechenland   | 48,4     |

### Vorlauf 4
| Platz | Name               | Nation      | Zeit (s) |
| ----- | ------------------ | ----------- | -------- |
| 1     | Hans-Joachim Reske | Deutschland | 46,9     |
| 2     | Andrzej Badeński   | Polen       | 47,4     |
| 3     | Jean Bertozzi      | Frankreich  | 47,6     |
| 4     | Gürkan Çevik       | Türkei      | 50,0     |

### Vorlauf 5
| Platz | Name                | Nation         | Zeit (s) |
| ----- | ------------------- | -------------- | -------- |
| 1     | Robbie Brightwell   | Großbritannien | 46,6     |
| 2     | Hans-Olof Johansson | Schweden       | 47,2     |
| 3     | Mario Fraschini     | Italien        | 47,3     |
| 4     | Miloje Grujić       | Jugoslawien    | 47,5     |

### Vorlauf 6
| Platz | Name             | Nation         | Zeit (s) |
| ----- | ---------------- | -------------- | -------- |
| 1     | Hansruedi Bruder | Schweiz        | 47,5     |
| 2     | Adrian Metcalfe  | Großbritannien | 47,6     |
| 3     | Ronny Sunesson   | Schweden       | 47,6     |
| 4     | Miroslav Bosnar  | Jugoslawien    | 48,0     |

## Halbfinale
13. September 1962
In den beiden Halbfinalläufen qualifizierten sich die jeweils ersten drei Athleten – hellblau unterlegt – für das Finale.

### Lauf 1

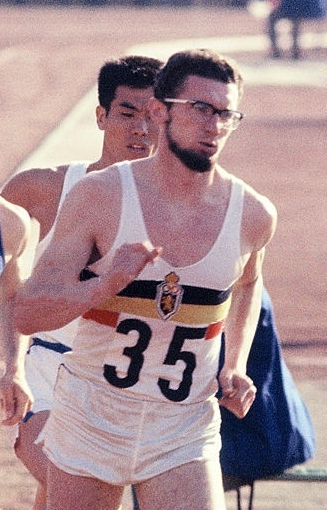
Jacques Pennewaert schied als Vierter des ersten Halbfinalss aus

| Platz | Name               | Nation           | Zeit (s) |
| ----- | ------------------ | ---------------- | -------- |
| 1     | Robbie Brightwell  | Großbritannien   | 46,4     |
| 2     | Andrzej Badeński   | Polen            | 46,5     |
| 3     | Josef Trousil      | Tschechoslowakei | 46,6     |
| 4     | Jacques Pennewaert | Belgien          | 46,8     |
| 5     | Sergio Bello       | Italien          | 47,8     |
| 6     | Wiktor Bytschkow   | Sowjetunion      | 48,3     |

### Lauf 2

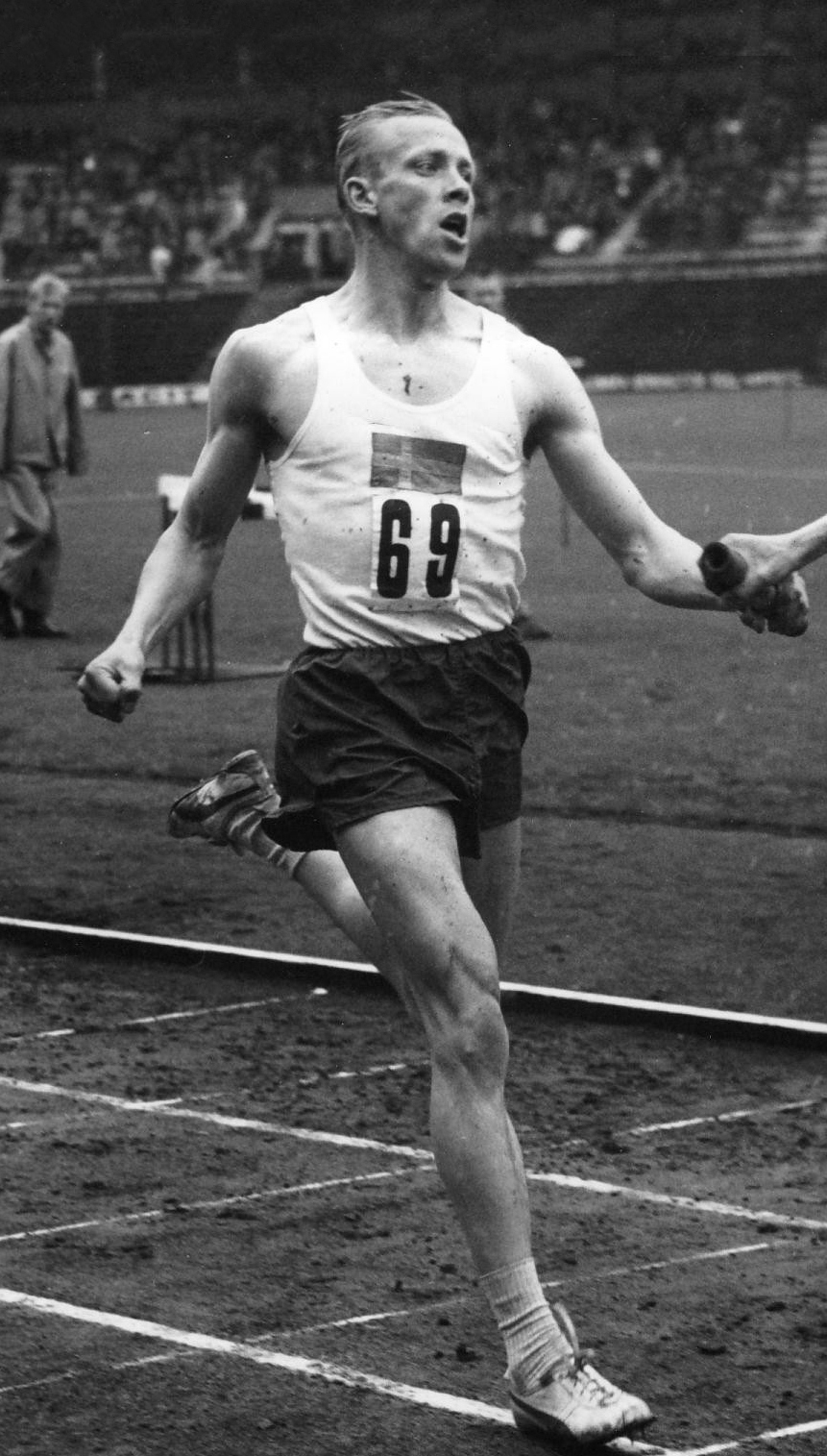
Hans-Olof Johansson verpasste den Einzug ins Finale im dritten Halbfinale um einen Rang

| Platz | Name               | Nation         | Zeit (s) |
| ----- | ------------------ | -------------- | -------- |
| 1     | Hans-Joachim Reske | Deutschland    | 46,1 CR  |
| 2     | Adrian Metcalfe    | Großbritannien | 46,2     |
| 3     | Jerzy Kowalski     | Polen          | 46,3     |
| 4     | Wadym Archyptschuk | Sowjetunion    | 46,7     |
| 5     | Mario Fraschini    | Italien        | 47,0     |
| 6     | Ronny Sunesson     | Schweden       | 47,4     |

### Lauf 3
| Platz | Name                | Nation         | Zeit (s) |
| ----- | ------------------- | -------------- | -------- |
| 1     | Manfred Kinder      | Deutschland    | 46,5     |
| 2     | Barry Jackson       | Großbritannien | 46,5     |
| 3     | Hans-Olof Johansson | Schweden       | 46,7     |
| 4     | Hansruedi Bruder    | Schweiz        | 46,9     |
| 5     | Vittorio Barberis   | Italien        | 47,9     |
| DNS   | Jean Bertozzi       | Frankreich     |          |

## Finale

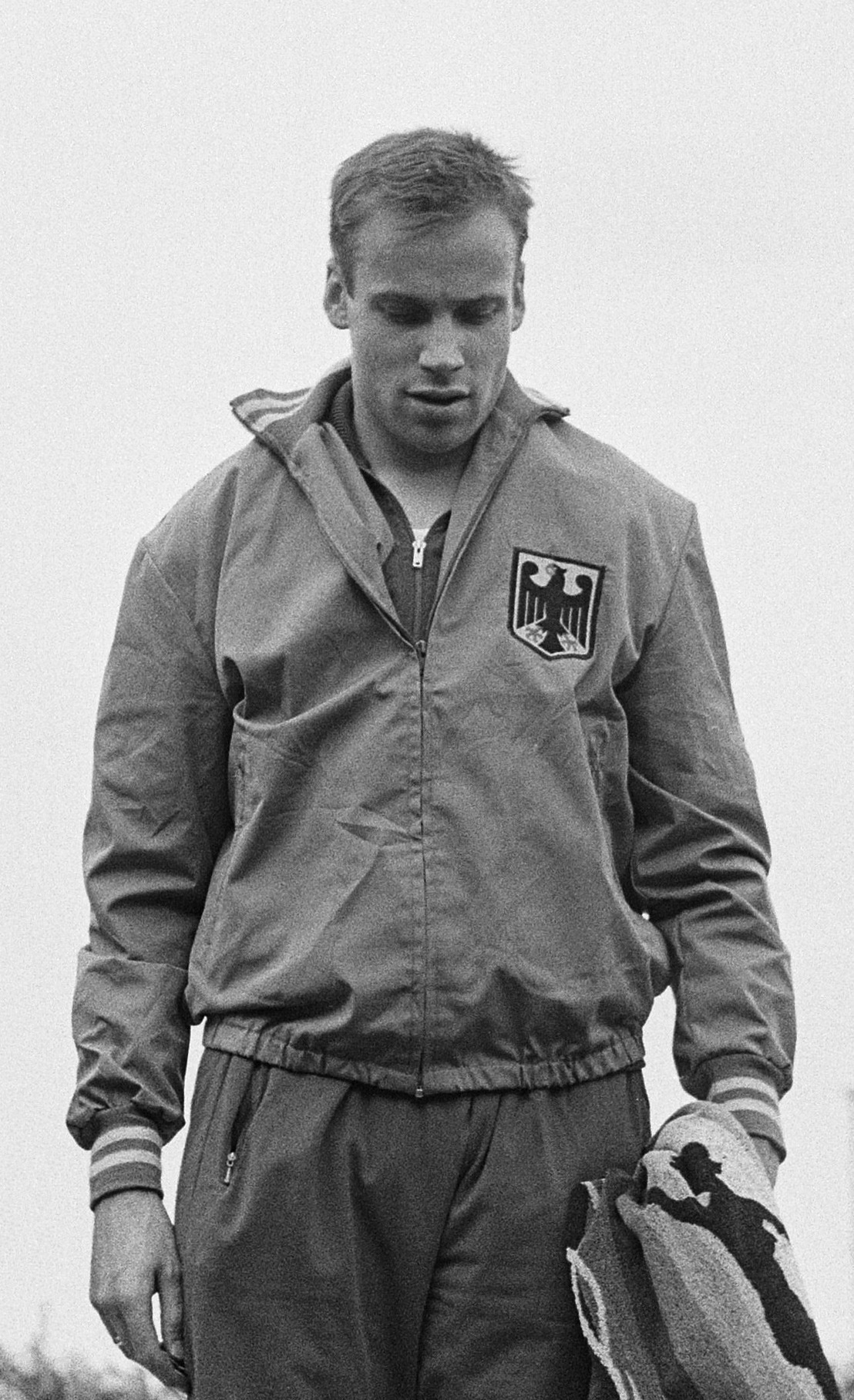
Nach Platz fünf bei den Olympischen Spielen 1960 wurde Manfred Kinder nun Vizeeuropameister
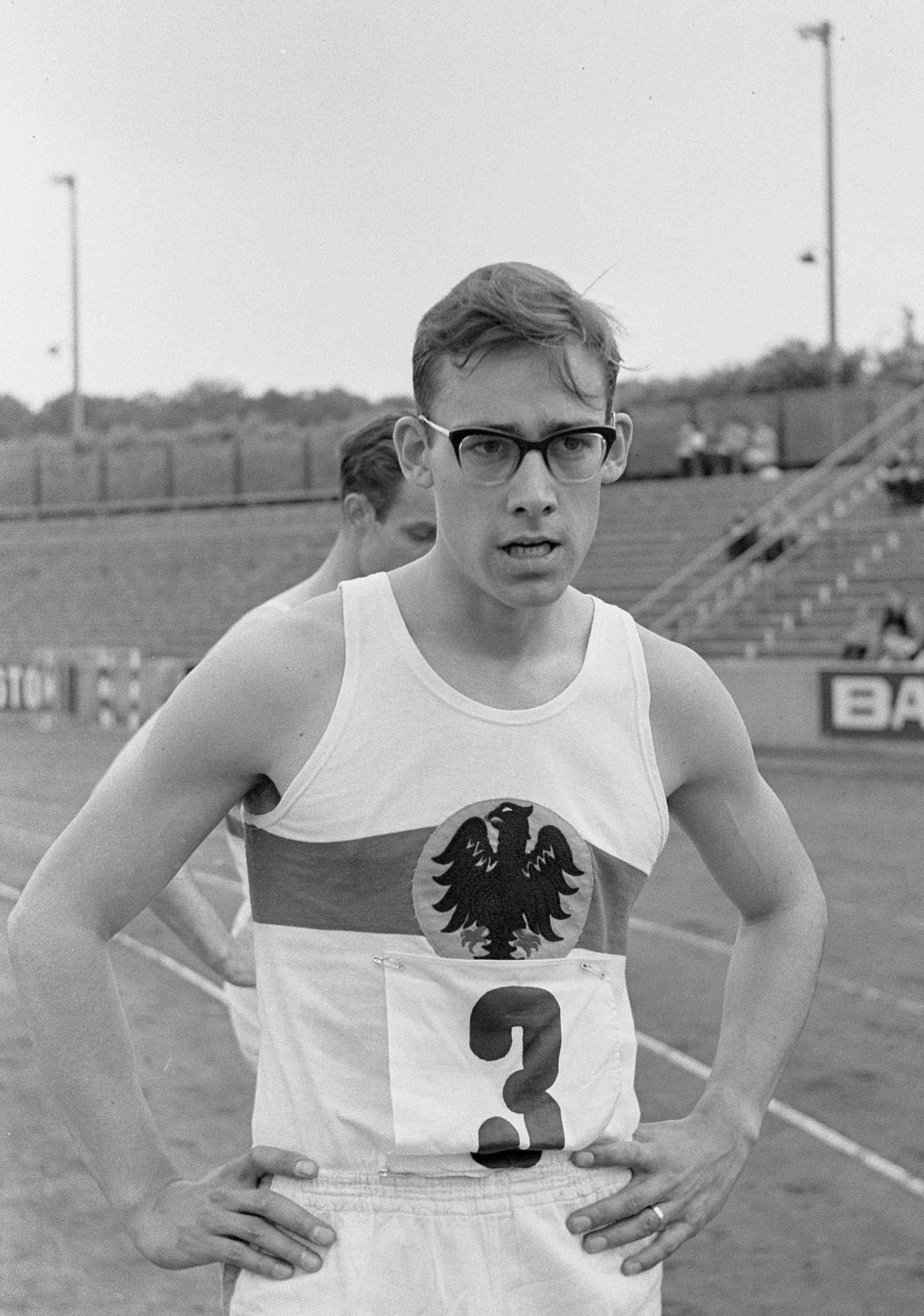
Bronzemedaillengewinner Hans-Joachim Reske
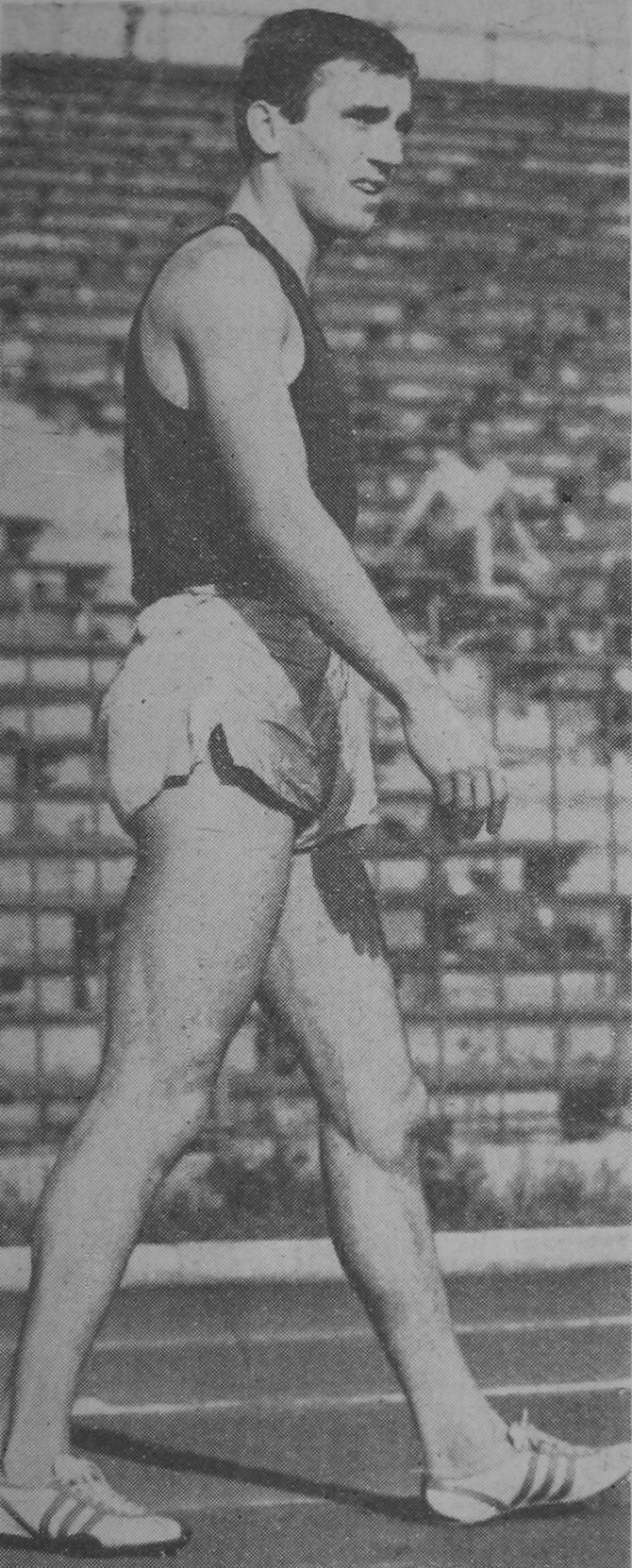
Der sechstplatzierte Andrzej Badeński hatte seine starken Jahre noch vor sich

14. September 1962, 19.50 Uhr
| Platz | Name               | Nation         | Zeit (s) |
| ----- | ------------------ | -------------- | -------- |
| 1     | Robbie Brightwell  | Großbritannien | 45,9 CR  |
| 2     | Manfred Kinder     | Deutschland    | 46,1     |
| 3     | Hans-Joachim Reske | Deutschland    | 46,4     |
| 4     | Adrian Metcalfe    | Großbritannien | 46,4     |
| 5     | Barry Jackson      | Großbritannien | 46,6     |
| 6     | Andrzej Badeński   | Polen          | 47,4     |

## Video
- 2753 European Track & Field 1962 400m Men, youtube.com (englisch), abgerufen am 10. Juli 2022